# Istočnočadski jezici
Istočnočadski jezici skupina od (36) čadskih jezika, velika afrazijska porodica, koji se govore na području Čada. Podijeljeni su na dvije osnovne skupine označenim slovima A i B. predstavnici su: 
A. 17. jezika: boor, buso, gabri, gadang, kabalai, kera, kimré, kwang, lele, miltu, mire, nancere, ndam, sarua, somrai, tobanga, tumak.
B. 19 jezika: barein, bidiyo, birgit, dangaléat, jonkor bourmataguil, kajakse, mabire, masmaje, mawa, migaama, mogum, mubi, mukulu, saba, sokoro, tamki, toram, ubi, zirenkel.
Istočnočadski A (18)
A.1. Sumrai-Miltu (9):
a. Somrai-Tumak (4): mire [mvh], ndam [ndm], somrai [sor], tumak [tmc].
b. Gadang-Miltu (4): boor [bvf], gadang [gdk], miltu [mlj], sarua [swy].
Buso, jedan istoimeni
A.2. Nancere-Gabri (6):
a. Nancere (3): kimré [kqp], lele [lln], nancere [nnc].
b. gabri (3): gabri [gab], kabalai [kvf], tobanga [tng].
A.3. Kwang-Kera (2): kera [ker], kwang [kvi].
istočnočadski B (19)
B.1. Dangla (14):
a. Dangla-Migama (8): bidiyo [bid], dangaléat [daa], jonkor bourmataguil [jeu], mabire [muj], mawa [mcw], migaama [mmy], mogum [mou], ubi [ubi].
b. Mubi (6): birgit [btf], kajakse [ckq], masmaje [mes], mubi [mub], toram [trj], zirenkel [zrn].
B.2. Mukulu (1): mukulu [moz]
B.3. Sokoro (4): barein [bva], saba [saa], sokoro [sok], tamki [tax]

## Vanjske poveznice
- Ethnologue (14th)
- Ethnologue (15th)